# Yūko Ichihara
Yūko Ichihara (壱原侑子 Ichihara Yūko?) es un personaje femenino de manga y anime, coprotagonista de la serie ×××HOLiC y Tsubasa: RESERVoir CHRoNiCLE, ambos creados por el grupo CLAMP. La misma representa a un ser de naturaleza paranormal, capaz de realizar viajes en el tiempo y controlar situaciones sobrenaturales, enmarcadas en las creencias de la religión sintoísta. Su seiyū es Sayaka Ohara.

## Descripción

### Diseño

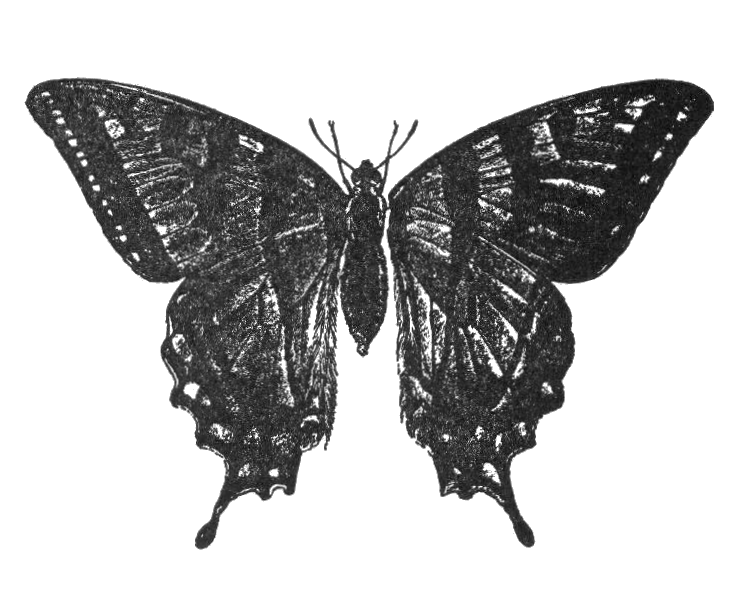
Las mariposas, tema recurrente en la representación de Yūko.

Como en muchas otras series de CLAMP, la influencia del estilo Art Nouveau se hace presente tanto en el diseño de la vestimenta de sus personajes como en el de su vestuario, y en el caso particular de Yūko se manifiesta también en su figura alta, estilizada y de rasgos alargados.

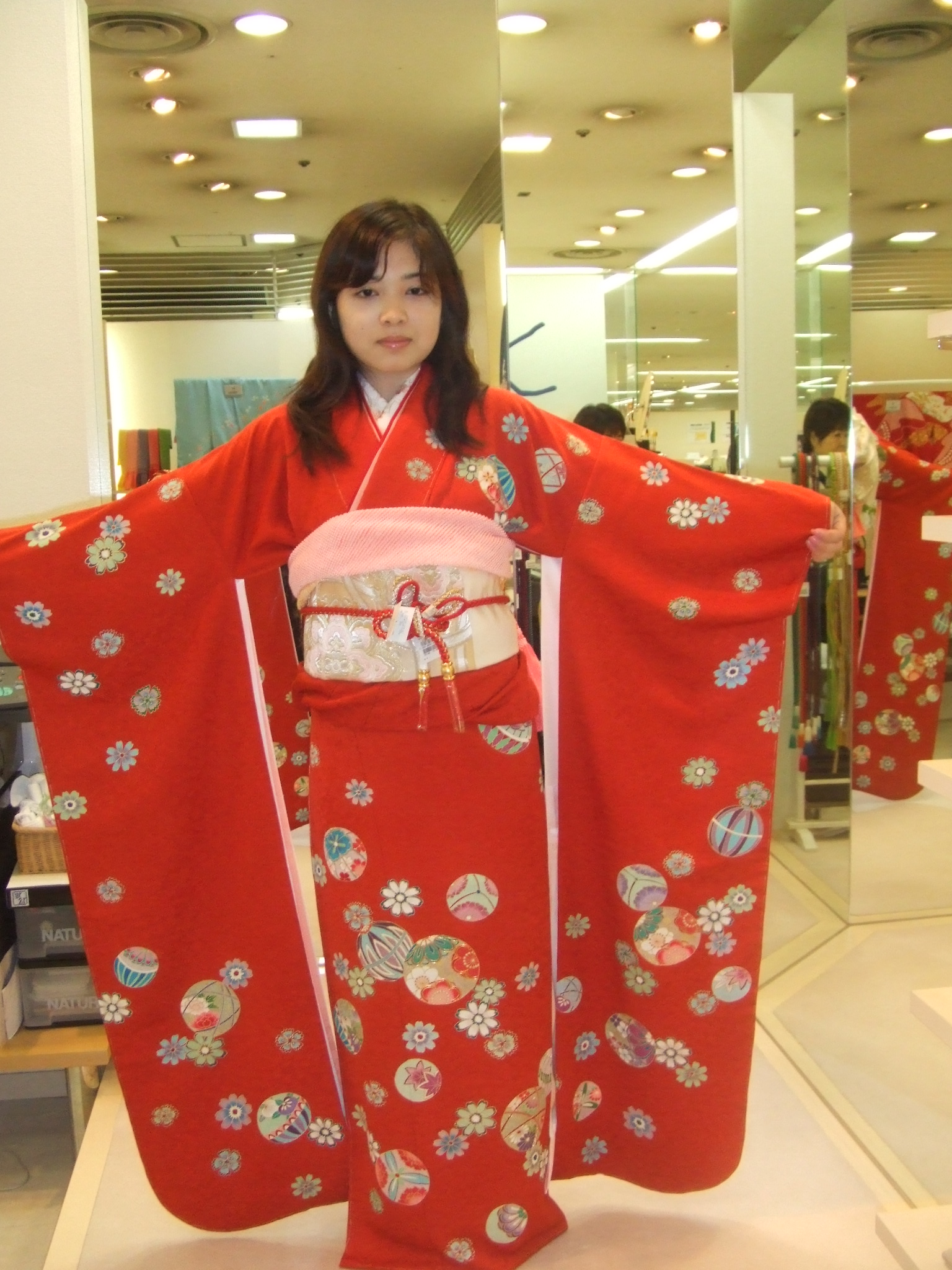
Ejemplo de furisode, frecuentemente utilizado por el personaje.

Su manera de vestir conjuga elementos estéticos tanto tradicionales de Japón como europeos; en su hogar generalmente utiliza kimonos de variados tramados, tipo furisode con amplias mangas y grandes estampados y bordados, acompañados por horquillas para el cabello de estilo japonés (kanzashi), y si no, vestidos con largos tajos dejando al descubierto gran parte de sus largas piernas, así como en raras ocasiones pantalones acampanados. Dado que en la tonalidad de las ilustraciones a color de la serie se apunta al liliáceo, sus atuendos combinan colores oscuros. Se pueden observar también elementos de Gothic lolita como puntillas elaboradas, sombreros victorianos y lazos en el pelo. Su cabello, largo, negro y lacio, emula el típico estilo de peinado representado en ilustraciones emaki del período Heian. 

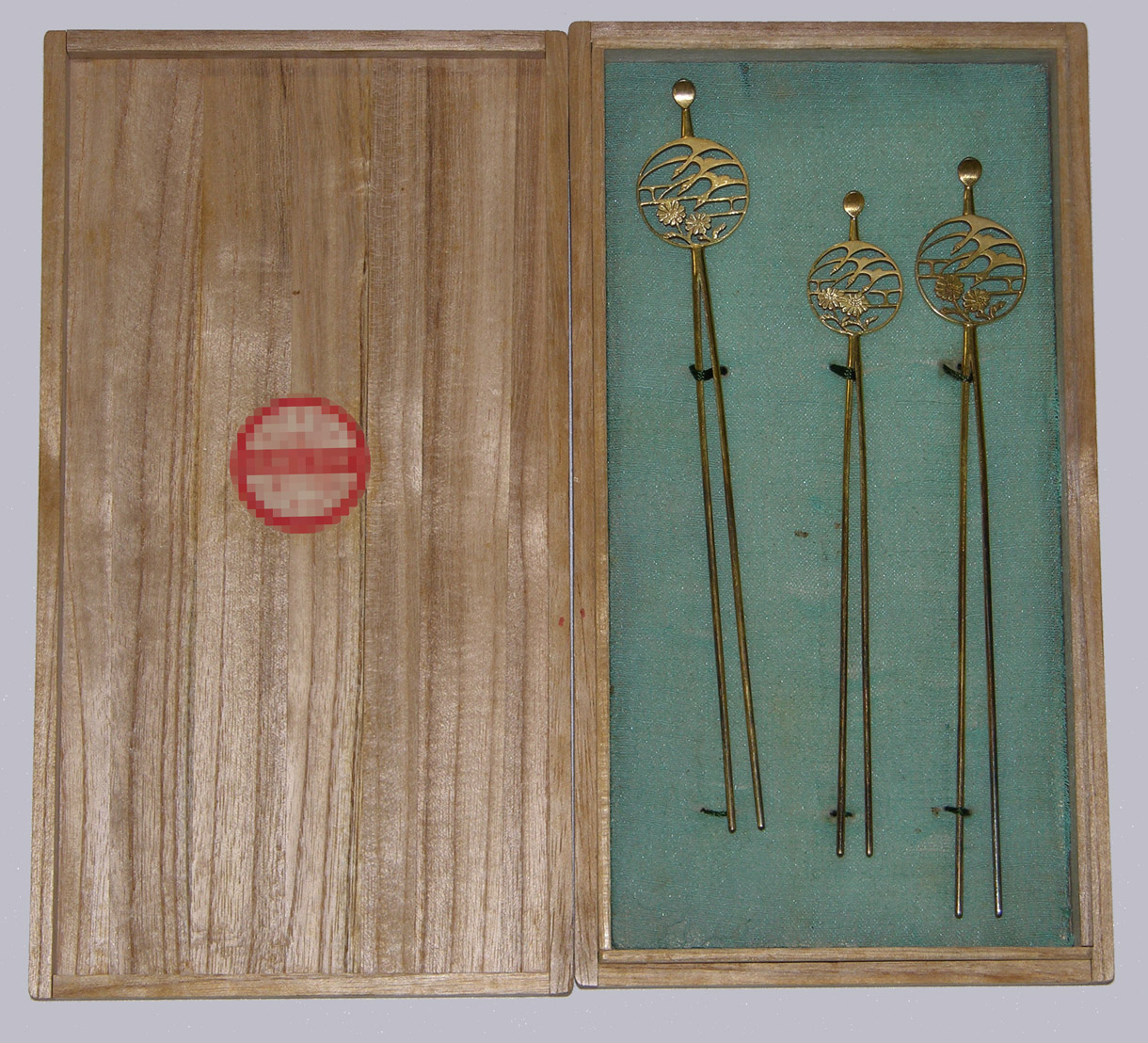
Modelos de horquillas para el cabello japonesas.

En los diseños de sus ropas, la mayoría de las veces se pueden observar motivos de mariposas, las cuales en varias culturas del mundo representan un viaje, el cambio, la transición de un período a otro y la transformación de una persona tanto interna como externamente. Este aspecto se refleja mucho en su personalidad, misteriosa y excéntrica en su día a día, sarcástica en sus bromas e irónica en sus lecciones brindadas a Watanuki. La ambigüedad de su comportamiento se vislumbra en ocasiones en su peculiares formas de divertirse: Ichihara es por lo general caprichosa y algo infantil, y gusta de reírse a costa de Watanuki. Junto a todo ello, disfruta tomando sake, cerveza o cualquier bebida alcohólica sin moderación a cualquier hora del día, y también es dada a fumar en pipa tradicional (kiseru). 
Su mirada es lánguida y a la vez penetrante, y su rostro rara vez adopta otra expresión, a no ser que la situación sea de extrema importancia. Tal hecho sucede cuando, por ejemplo, su semblante cambia radicalmente al escuchar el deseo que Watanuki albergaba para ella. Tal actitud refleja un grado de experiencia mayor al de su apariencia física, lo cual, conjuntamente al hecho de ser la «Bruja de las dimensiones» según los personajes de Tsubasa Reservoir Chronicle, hace dudar al lector de su verdadera edad.

### Perfil
La excentricidad de este personaje desconcierta al lector en razón de que el hecho de servir de guía a Watanuki le confiere un estado de conocimiento espiritual y paranormal de gran importancia. Por lo tanto, algunas de sus resoluciones carecen de sentido a primera vista, pero con el tiempo la trama revela el origen de su acertada decisión.
Muchas veces pretende actuar como espectadora, aunque en la mayoría de los casos su intervención genera resultados que rigen la velocidad y dinámica de la historia. Su histrionismo confunde al personaje principal, pero termina involucrándolo en situaciones serias, planteadas a modo de directora de un juego en el cual el protagonista masculino, Watanuki, es conducido por ella como parte del mismo.
Es divertida y respetuosa con todos los seres, sean benévolos o no. Según lo expresado en el manga, lo bueno y lo malo son conceptos que los humanos deciden, y no se aplican a no humanos. Este tipo de pensamiento se manifiesta cuando, por ejemplo, decide no intervenir en prevenir a alguna persona de sus errores o del peligro que corre, ya que «todo es cuestión del destino» (hitzusen (費?)).
Yūko recibe muchos apodos, ya que nunca revela su verdadero nombre debido a un tipo de autoprotección espiritual, ya que, según ella misma afirma, quien conoce el nombre de otra persona puede controlarlo.

### Poderes

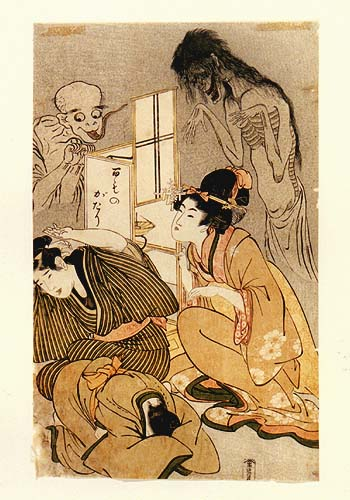
Ilustración de Utamaro para el juego de "Cien historias de fantasmas", el cual Yūko revive junto a Himawari, Watanuki y Dōmeki.

Es una hechicera de un gran poder y energía espiritual quien recibe múltiples apelativos, pero es conocida como La Bruja de Las Dimensiones, debido a los viajes por los que hace pasar a los personajes de Tsubasa Reservoir Chronicle, en búsqueda de las plumas de Sakura.
Además de la habilidad de viajar en el tiempo, es lo suficientemente poderosa para manipular sellos protectores a objetos peligrosos, crear barreras poderosas de protección (e incluso instruir a Watanuki a crearlas, como lo hizo en la noche de las Cien historias de fantasmas/terror (Hyakumonogatari Kaidankai) antes a Mokona a su lado a jugar al shiritori para bloquear espíritus en una noche de luna llena) y puede además permitirse dialogar en buenos términos con cualquier personaje del reino no-humano, incluyendo a fantasmas, dioses y espíritus entre otros, lo cual muchas veces salva a Watanuki de la muerte.
Posee un conocimiento de todos los tipos de objetos mágicos que existen, muchos de los cuales se encuentran en su tienda.

## Roles

### EnxxxHOLiC
Yūko vive acompañada por Maru, Moro (Marudashi y Morodashi), y la Mokona negra. Al parecer todas fueron creadas por ella, aunque la versión negra de Mokona junto con la blanca son una creación conjunta de Yūko con el Mago Clow Reed. Maru y Moro son seres sin alma que viven gracias a la energía y barrera que Yūko ha creado en la casa y sin la cual no pueden sobrevivir.
Su rol en la historia es sumamente importante, ya que además de ser una fuente de información infinita para Watanuki, conecta las demás historias con el resto de los personajes principales de la serie. Rol que además, juega con otras series de CLAMP en otras obras del grupo de mangakas.
Yūko es jefa de Watanuki, quien realiza tareas domésticas para ella, y la historia sugiere que ella tiene una conexión fuerte con él para su futuro, por lo cual mantiene a Watanuki cerca y acude a él cuando está en problemas, para protegerlo. Aunque aún no se sabe si en realidad esta conexión es con ella o con doumeki, ya que en el manga él es el que siempre está a su lado en los momentos más difíciles que atraviesa debido a su habilidad para exorcizar.
En lo que respecta a sus pedidos gastronómicos, siempre reta a Watanuki a preparar los platillos más variados, cosa que el chico realiza sin demasiados problemas salvo alguna queja, ya que él es muy bueno en la cocina.
Yūko siente algo muy especial por Watanuki y le pide antes de desaparecer que siga existiendo, a lo que el muchacho responde que sí y que la esperara en la tienda hasta que regrese. Diez años después en el OVA de xxxHOLiC Rou, pero aún no en el manga, Yūko regresa en forma de una mujer joven de cabello castaño y ojos cafés. Al final de xxxHOLiC se puede escuchar a Yūko decir: He vuelto... Watanuki. Y el contesta: Bienvenida... Yūko-San.

### EnTsubasa: Reservoir Chronicle
En la historia, su rol es menos protagónico pero importante, en relación con la trama que se desarrolla entre los distintos "mundos" que los protagonistas visitan. Como Bruja de Las Dimensiones, informa a Syaoran y compañía la suerte que les toca al recoger todas las plumas de Sakura, y mantiene su regla de intercambiar algo de importancia para cada personaje, por su servicio el cual consiste en realidad los deseos de cada uno de ellos. Envía junto a los viajeros a la Mokona blanca, para que sirva de intercomunicador con ella y para monitorear los lugares en donde se encuentran. Más adelante a ver el pasado de syaoran se ve que Yuuko aunque parezca fría en realidad se ha preocupado por Syaoran, Sakura, Fye y Kurogane por el destino que los cuatro han tenido y tienen que recorrer.
Más adelante se revela que Yuuko es la persona que Fei Wong desea revivir pese a los intentos de esta de evitarlo. Su última aparición en el manga es cuando le da una nueva vida a los clones de Syaoran y Sakura diciendo que todo el tiempo que ella ha pasado en la tienda concediendo deseos lo planeaba usar para darle una nueva vida a la clon de Sakura (La vida del clon de Syaoran la pagó Clow) después de esto ellos desaparecen y ella comienza a ser absorbida por la oscuridad de su alrededor deseándoles la mejor de las suertes a los niños y que las elecciones que hayan tomado y que vayan a tomar sean las correctas.

## La tienda
En la trama de XXXHOLiC, Ichihara vive en un Japón aparentemente actual. Su casa –una tienda donde se ofrece cumplir deseos, a cambio de un pago de igual valor al deseo- es una especie de punto de referencia espacial, cuyo diseño tradicional contrasta con la arquitectura moderna de los edificios contemporáneos del siglo XXI. Sin embargo su estancia sólo puede ser visualizada por quienes necesitan su ayuda o por espíritus o monstruos de todo tipo, especialmente los malos, ya que la casa está protegida por un kekkai, es decir, por una barrera espiritual, la cual estos espíritus evitan. A los ojos de quienes no tienen un deseo muy profundo por algo, sólo verán un campo baldío abandonado entre los demás edificios adyacentes al predio. La presencia de Yūko en la casa adquiere un toque fantasmal ya que siempre se pueden observar líneas de humo de inciensos encendidos (tanto en el manga como anime), así como también el humo proveniente de su kiseru, poniendo en manifiesto el toque personal de la adivina al lugar.
Su casa es una tienda donde ocurre –confluye- lo inevitable, lo cual es el hecho de conocerla en el momento más desesperado de la vida de una persona para pedirle el consabido deseo y entregarle a cambio –siendo este uno de los puntos más atrayentes de la serie XXXHOLiC- algo del mismo valor. «Ni más, ni menos» según reza su regla, lo cual en la mayoría de casos, resulta ser lo más valioso que la persona posee. Las historias toman así, un tinte de terror psicológico en el argumento, generalmente con un diálogo final u monólogo de Yūko acerca del tema tratado en el capítulo.
Los objetos que allí se encuentran no son extraños para ella, quien conoce su origen y la persona a la que están destinados, aunque jamás lo dice. Esto le brinda una característica de vidente que no revela sus verdaderas intenciones, a la espera de que ocurra lo inevitable.

## Relaciones con otros personajes

### Watanuki Kimihiro
Watanuki, es el protagonista de XXXHOLiC junto con Yūko y ella es su maestra de vivencias espirituales. Lo conoce una tarde, cuando él regresaba a su casa luego de estudiar. Watanuki era atacado por los espíritus que siempre lo asediaban, pero sorpresivamente estos se desvanecen cuando toca la cerca de la casa de Yūko. En ese momento Watanuki es conducido adentro por un gran magnetismo. Desde el principio, ella adivina su verdadero deseo, que consistía en dejar de ver a los espíritus. Dado que Watanuki no contaba con algo muy valioso con que pagarle, Yūko lo toma como «empleado de medio tiempo», trabajo -interminable al parecer- con el que pagará su deseo. A partir de entonces ellos entablan el vínculo que sólo pudo ser cosa del destino, como ella lo afirma siempre. Aunque Watanuki a partir de entonces es blanco de los mandatos delirantes de Yūko y sus coqueteos, también es víctima constante de las bromas pesadas de Mokona. Pero Yūko parece algo más que cariño por Watanuki y le dice que su deseo es que el siga existiendo.

### Shizuka Dōmeki

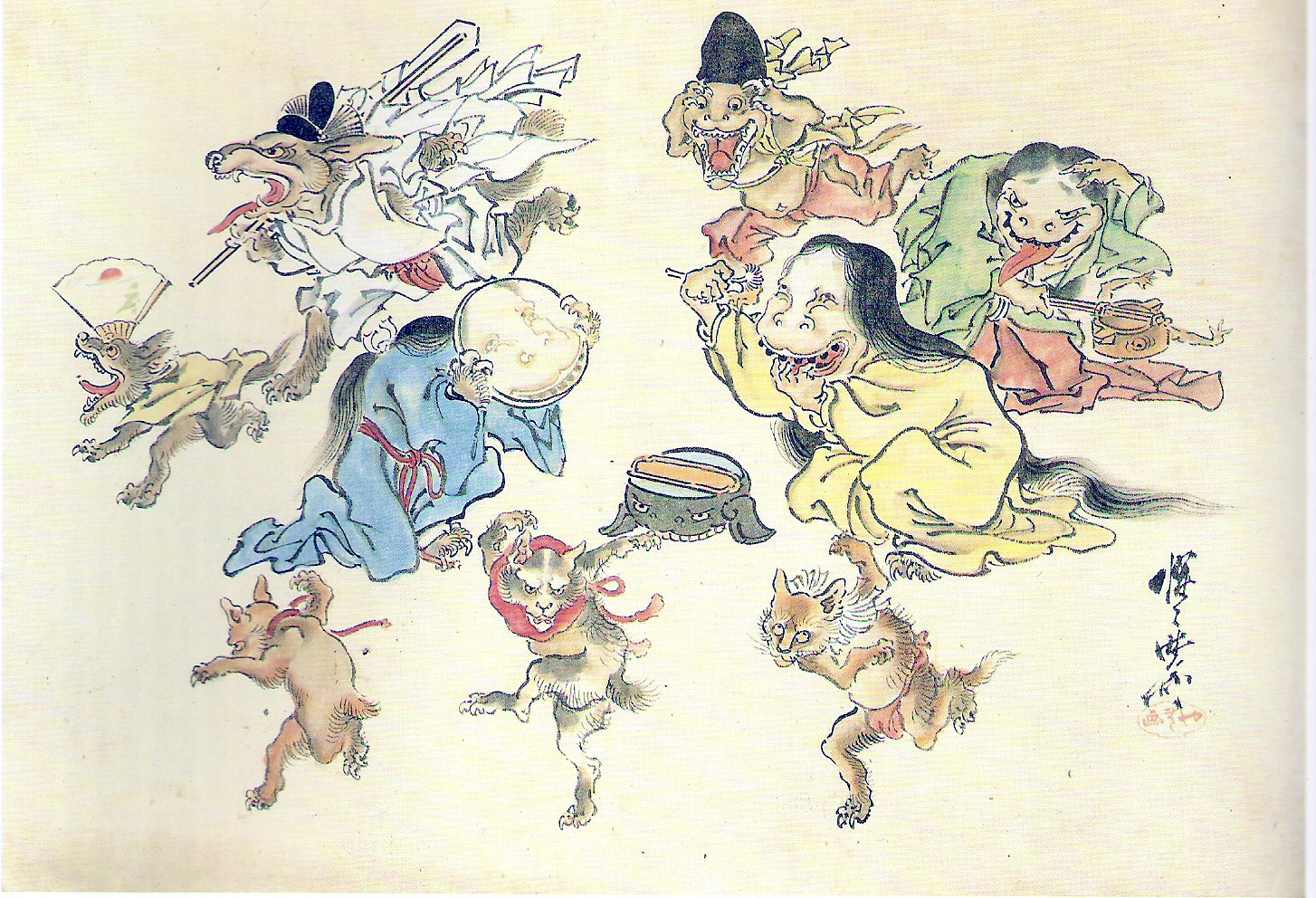
Parte de una ilustración para Hyakki Yako, celebración a la que Watanuki y Dōmeki son enviados por Yūko.

Yūko vislumbra en Dōmeki un ahuyentador de espíritus, lo cual proviene de su linaje de sacerdotes shinto. Así como el linaje de Watanuki es atraer espíritus, el de Dōmeki es el de repelerlos, sea tanto con su presencia como también a través de la flecha espiritual conocida como Hajaya.
Al principio no permite que Dōmeki entre a su casa, porque según ella comenta, él no lo necesita. Pero luego de que Watanuki sacrifique su ojo para retribuírselo a Dōmeki (por una maldición enviada por una araña), Yūko accede a concederle varios deseos relacionados con Watanuki, como el compartir su ojo con él, lo cual estrecha el vínculo de ambos chicos.
Yūko alienta constantemente la relación entre Dōmeki y Watanuki, insistiendo que es cosa del destino que ambos estén unidos e incluso vinculando a ambos en una relación profunda y sentimental, con más entusiasmo y seriedad que la que Watanuki pretende poseer con su compañera de clase, Himawari.

### Clow Reed
Yūko conoció a otro mago, a quien se lo conoce como Clow Reed (creador de las Cartas de Clow, Kerberos y Yue en Cardcaptor Sakura). Yūko admite que tenía mucho talento y poder, pero su amigo era, en opinión de ella, «un fastidio». Con él parece poseer una especie de conexión especial, en la que según sugiere la trama de xxxHOLiC en el manga, conocían de antemano lo que le sucedería a Watanuki. Ambos crearon a Mokona Modoki.

### Otros personajes de CLAMP
En xxxHOLiC, ella menciona conocer un gran número de personajes de otras series de CLAMP. Menciona a Sakura y a Syaoran, de Cardcaptor Sakura (incluso conserva el báculo de Sakura entre los objetos mágicos de su tienda, por haber sido un regalo de ésta para otra versión de Sakura a fin de pagar para que su hijo fuera al Reino de Clow por un sueño de su madre), y a Subaru Sumeragi, aparentemente post-X, tras la muerte de Seishirō al mencionarlo a este como un chico con varios problemas. Esto también pudo dar teoría a que el mundo si pudo salvarse de la destrucción en dicha historia, aunque no hay que estar seguros de nada. En Tsubasa: Reservoir Chronicle, Arashi y Sorata mencionan una deuda grande que tienen por un favor concedido por ella, y el joven Seishirō puede viajar en el tiempo gracias a ella.
La conexión con los demás personajes se extiende en los objetos encontrados en el depósito de su tienda, como las espadas de Magic Knight Rayearth (incluso Mokona es parte de tal universo), las orejas de Chii de Chobits y uno de los ositos de Hinata de Suki. Dakara Suki.